# 1990 EA7
1990 EA7 är en asteroid i huvudbältet som upptäcktes den 2 mars 1990 av den belgiske astronomen Henri Debehogne vid La Silla-observatoriet.
Den har en diameter på ungefär 6 kilometer.